# Zurnabad
Zurnabad è un comune dell'Azerbaigian situato nel distretto di Göygöl. Conta una popolazione di 1 273 abitanti.

## Località
- Aşağı Zurnabad
- Nizami
- Zurnabad